# قنات پائین محله (چاه اسماعیل)
قنات پائین محله (چاه اسماعیل) مربوط به دوره صفوی است و در شهرستان تویسرکان، خیابان انقلاب، خیابان امیر کبیر، کوچه باب‌الحوائج واقع شده و این اثر در تاریخ ۱۵ دی ۱۳۸۷ با شمارهٔ ثبت ۲۴۳۳۵ به‌عنوان یکی از آثار ملی ایران به ثبت رسیده است.